# Дані Лаферр'єр
Дані́ Лаферр'є́р (фр. Dany Laferrière), справжнє ім'я — Віндзо́р Клебе́р Лаферр'є́р (фр. Windsor Klébert Laferrière, *13 квітня 1953, Порт-о-Пренс) — квебекський і гаїтянський письменник, поет і журналіст. Член Французької академії з 2016 року.

## Біографія
Народився на Гаїті, у місті Порт-о-Пренс, 13 квітня 1953. Працював журналістом за часів диктатури Дювальє. У 1978, після того, як вбили його колегу-журналіста, емігрував до Канади. Жив у Монреалі, працював на фабриках. Став відомим у 1985, після публікації свого першого роману — «Як кохатися з негром і не втомитися» (фр. Comment faire l'amour avec un nègre sans se fatiguer).
2009 року його роман «Загадка повернення» (фр. L'Énigme du retour) отримав Премію Медічі — престижну французьку літературну нагороду.
Деякі з його книжок були екранізовані.
2016 року був обраний до складу Французької Академії й таким чином став першим канадським, першим гаїтянським і другим (після Леопольда Сенгора) темношкірим її членом.
Ділить свій час поміж Монреалем та Маямі. 

## Твори
Цикл «Американська автобіографія» (фр. Une autobiographie américaine)
- «Як кохатися з негром і не втомитися» (фр. Comment faire l'amour avec un nègre sans se fatiguer), Montréal, VLB Éditeur, 1985.
- Éroshima, Montréal, VLB Éditeur, 1987.
- L'Odeur du café, Montréal, VLB Éditeur, 1991.
- Le goût des jeunes filles, Montréal, VLB Éditeur, 1992.
- Cette grenade dans la main du jeune Nègre est-elle une arme ou un fruit ?, Montréal, VLB Éditeur, 1993.
- Chronique de la dérive douce, Montréal, VLB Éditeur, 1994.
- Pays sans chapeau, Outremont, Lanctôt Éditeur, 1996.
- La Chair du maître, Outremont, Lanctôt Éditeur, 1997.
- Le Charme des après-midi sans fin, Outremont, Lanctôt Éditeur, 1997.
- Le Cri des oiseaux fous, Outremont, Lanctôt Éditeur, 2000.
- Vers le sud, Montréal, Boréal, 2006. (Ce roman était en lice pour le Prix Renaudot 2006)
- Je suis un écrivain japonais, Montréal, Boréal, 2008.

Інші
- Je suis fatigué, Outremont, Lanctôt Éditeur, 2001.
- Les années 1980 dans ma vieille Ford, Montréal, Mémoire d'encrier, 2005.
- Je suis fou de Vava, Montréal, Éditions de la Bagnole, 2006.
- Je suis un écrivain japonais, Montréal, Boréal, 2008
- La fête des morts, Éditions de la Bagnole, 2008
- «Загадка повернення» (фр. L'Énigme du retour), Montréal, Boréal, 2009 — Paris, Grasset, 2009. Prix Medicis, Grand Prix de Montréal (Ce roman est en lice pour le Prix littéraire des Collégiens)
- Tout bouge autour de moi, Montréal, Mémoire d'encrier, 2010.